# Udsholt
Udsholt er en landsby i Blistrup Sogn i Gribskov Kommune (Region Hovedstaden). Indtil Kommunalreformen i 1970 lå det i Holbo Herred (Frederiksborg Amt) der efter i Græsted-Gilleleje Kommune (Frederiksborg Amt) frem til Kommunalreformen i 2007.

## Historie
I 1682 bestod Udsholt af 13 gårde og 4 huse uden jord. Det samlede dyrkede areal udgjorde 458,5 tønder land skyldsat til 79,90 tdr hartkorn. Dyrkningsformen var trevangsbrug.